# Dicranus jaliscornsis
Dicranus jaliscornsis är en tvåvingeart som beskrevs av Samuel Wendell Williston  1901. Dicranus jaliscornsis ingår i släktet Dicranus och familjen rovflugor. Inga underarter finns listade i Catalogue of Life.